# Nièvre d'Arzembouy
La Nièvre d'Arzembouy est une rivière française du département de la Nièvre dans la région Bourgogne-Franche-Comté, et un affluent gauche de la Nièvre, donc un sous-affluent de la Loire.

## Géographie
La longueur de son cours d'eau est de 30,2 kilomètres.
La Nièvre d'Arzembouy prend naissance sur le territoire de la localité de Giry, dans le département de la Nièvre, à un kilomètre au sud du lieu-dit Arzembouy. Elle se jette dans la Nièvre (rive gauche) à Guérigny, à une quinzaine de kilomètres en amont de Nevers.

### Communes traversées
Dans le seul département de la Nièvre, la Nièvre d'Arzembouy traverse six communes et deux cantons :
- dans le sens amont vers aval : Giry (source), Prémery, Sichamps, Nolay, Poiseux, et Guérigny (confluence).

Soit en termes de cantons, la Nièvre d'Arzembouy prend source dans le canton de Prémery et conflue dans le canton de Guérigny dans les deux arrondissement de Cosne-Cours-sur-Loire et arrondissement de Nevers.

### Bassin versant
La Nièvre d'Arzembouy traverse une seule zone hydrographique La Nièvre d'Arzembouy & ses affluents (K195) de 249 km2 de superficie. Ce bassin versant est constitué à 54,77 % de « territoires agricoles », à 44,15 % de « forêts et milieux semi-naturels », à 0,83 % de « territoires artificialisés »,. 

## Affluents
La Nièvre d'Arzembouy a huit affluents référencés dont :
- la Petite Nièvre (rg[note 2]) 17 km avec treize affluents et de rang de Strahler quatre.
- la Renèvre (rg) 16,1 km avec cinq affluents et de rang de Strahler deux.

### Rang de Strahler
Donc le rang de Strahler de la Nièvre d'Arzembouy est de cinq par la Petite Nièvre.

## Hydrologie
Son régime hydrologique est dit pluvial.

### La Nièvre d'Arzembouy à Poiseux
Le débit de la Nièvre d'Arzembouy a été observé sur une période de 40 ans (1969-2008), à Poiseux, localité du département de la Nièvre située peu avant son confluent avec la Nièvre de Champlemy. La surface étudiée y est de 224 km2, soit la presque totalité du bassin versant de la rivière.
Le module de la rivière à Poiseux est de 2,38 m3/s.
La Nièvre d'Arzembouy présente des fluctuations saisonnières de débit assez amples, comme très souvent dans le bassin de la Loire. Les hautes eaux se déroulent en hiver et au début du printemps, et se caractérisent par des débits mensuels moyens allant de 3,24 à 4,98 m3/s, de décembre à avril inclus (avec un maximum assez net en février). À partir du mois de mars cependant, le débit diminue progressivement et cette baisse se prolonge jusqu'aux basses eaux d'été. Celles-ci ont lieu de juillet à septembre inclus, entraînant une baisse du débit mensuel moyen jusqu'au plancher de 0,476 m3/s au mois de septembre, ce qui reste assez confortable pour ce type de cours d'eau. Mais les fluctuations sont bien plus prononcées sur de courtes périodes ou selon les années.

### Étiage ou basses eaux
Aux étiages, le VCN3 peut chuter jusqu'à 0,160 m3/s (160 litres), en cas de période quinquennale sèche, ce qui n'est guère très sévère. Le régime de la rivière s'écarte en cela de la moyenne des cours d'eau de la région (sauf le Nohain) : Aron, Vauvise et Ixeure par exemple.

### Crues
Les crues peuvent être assez importantes, compte tenu de la taille du bassin versant de la rivière. Les QIX 2 et QIX 5 valent respectivement 29 et 33 m3/s. Le QIX 10 est de 36 m3/s, le QIX 20 de 39 m3, tandis que le QIX 50 se monte à 4,3 m3/s.
Le débit instantané maximal enregistré à Poiseux a été de 35 m3/s le 10 juin 1981, tandis que la valeur journalière maximale était de 31,9 m3/s le 2 mars 2007. Si l'on compare la première de ces valeurs à l'échelle des QIX de la rivière, l'on constate que cette crue était à peine d'ordre décennal, et donc destinée à se répéter fréquemment.

### Lame d'eau et débit spécifique
La Nièvre d'Arzembouy est une rivière assez abondante. La lame d'eau écoulée dans son bassin versant est de 337 millimètres annuellement, ce qui est un peu supérieur à la moyenne d'ensemble de la France tous bassins confondus (plus ou moins 320 millimètres), et nettement supérieur à la moyenne du bassin de la Loire (245 millimètres). Le débit spécifique (ou Qsp) atteint le chiffre assez solide de 10,6 litres par seconde et par kilomètre carré de bassin.